# 鈴木棠三
鈴木 棠三（すずき とうぞう、1911年12月13日 - 1992年7月13日）は、日本の国文学者・国語学者。本名、鈴木 脩一（しゅういち）。

## 来歴
1911年、静岡県庵原郡飯田村（現清水市）に生まれる。1929年、静岡県立静岡中学校を経て、國學院大學予科に入学、在学中から柳田國男、折口信夫に師事（郷土研究会で折口信夫の講義を聴き、1929年6月ごろより柳田國男の書斎に出入りする)。1931年、國學院大學国文科入学、1934年、同大卒業。1934年4月〜1935年3月、中学校国語教科書の編集に従事。以降、柳田國男の指導により農村・漁村の民俗および口承文芸の調査に従事。1935年、國學院大學学部研究科に在籍。官幣大社稲荷神社奨学金を受け、折口信夫の指導の下、「特殊神事の民俗学的研究」に従事。1937年、國學院大學研究科修了。雑誌「民謡研究」を刊行。1937年〜1955年、社団法人農村更生協会に勤務。月刊機関誌「村」の編集。内閣総務課の委嘱により内閣文庫所蔵の貴重本２万４千余冊の疎開および管理、農林省農業総合研究所の委嘱により「諏訪地方の相続制」に関する調査研究。。1956年、國學院大学講師、1959年、女子栄養大学講師、1966年、白梅学園短期大学教授。なぞなぞやことわざ、口承文学など、近世文芸を中心に多くの著書・編書を残した。

## 著書

### 単著
- 『俗語 語源散歩』東京堂、1961年
- 『ことわざ歌留多』東京堂、1961年
- 『しゃれ』東京堂、1961年
  - 『日本語のしゃれ』講談社学術文庫、1979年
- 『ことわざ処世術』東京堂、1962年
- 『なぞの研究』東京堂、1963年／講談社学術文庫、1981年
- 『対馬の神道』三一書房、1972年
- 『安楽庵策伝ノート』東京堂出版、1973年
- 『今昔いろはカルタ 世渡りの知恵・ことわざ』錦正社、1973年
- 『近世紀行文芸ノート』東京堂出版、1974年
- 『ことば遊び』中公新書、1975年／講談社学術文庫、2009年
- 『角川小辞典 日本年中行事辞典』角川書店、1977年12月
- 『私家版 金具屋年代記』 1978年6月
- 『日本俗信辞典 動・植物編』角川書店、1982年11月
  - 『日本俗信辞典 動物編』、『― 植物編』角川ソフィア文庫、2020年
- 『角川小辞典 狂歌鑑賞辞典』角川書店、1984年8月
- 『日本のなぞなぞ 万葉から江戸時代まで』岩波ジュニア新書、1986年10月
- 『醒睡笑研究ノート』笠間書院・笠間叢書、1986年12月
- 『説話民謡考』三一書房、1987年12月
- 『鎌倉への道』三一書房、1988年6月
- 『俳諧の系譜 その笑い』中公新書、1989年5月
- 『語源散策・相合い傘』創拓社、1990年7月
- 『藤岡屋ばなし 江戸巷談』（正・続）、三一書房、1991-92年／ちくま学芸文庫、2003年
- 『中世の笑い』秋山書店、1991年12月
- 『日常語語源辞典』東京堂出版、1992年6月
- 『言葉と名前』秋山書店、1992年12月

### 編纂・校訂
- 『川越地方昔話集』民間伝承の会、1937年
- 『佐渡民間伝承叢書 第2輯 佐渡昔話集』民間伝承の会、1939年
- 『佐渡島昔話集 全国昔話記録』三省堂、1942年
- 『類語辞典』広田栄太郎共編、東京堂、1955年、新版1991年・2011年
- 『故事ことわざ辞典』広田栄太郎共編、東京堂、1956年
- 『くったんじじいの話 対馬の昔話　日本の昔話6』未來社、1958年
- 『続故事ことわざ辞典』東京堂、1958年
- 『ことば遊び辞典』東京堂、1959年
- 『随筆辞典 第3巻 風土民俗編』[5]東京堂、1960年、新版1979年ほか
- 『俳説ことわざ辞典』東京堂、1963年
- 『擬人名辞典』東京堂、1963年／新版改題『通名・擬人名辞典』1985年
- 校注『醒睡笑 安楽庵策伝』角川文庫（上下）、1964年
- 現代語訳『醒睡笑 戦国の笑話』平凡社東洋文庫、1964年 - 東洋文庫は各・ワイド版で再刊
- 山崎宗鑑編『犬つくば集』角川文庫、1965年
- 湯浅常山『常山紀談』角川文庫（上下）、1965 - 66年
  - 湯浅常山『定本 常山紀談』新人物往来社（全2巻）、1979年。改訂版
- 斎藤月岑ほか校、長谷川雪旦 画『江戸名所図会』朝倉治彦と共校註
  - 角川文庫（全6巻、1966 - 68年、新装復刊1989年）
  - 角川書店（全3巻、1975年、再版1980年）
- 『江戸切絵図集』朝倉治彦共編、角川文庫、1968年
- 菊池貴一郎『絵本江戸風俗往来』平凡社東洋文庫、1968年6月 - 電子書籍化
- 『日本庶民生活史料集成 第16巻 奇談・紀聞』森銑三共編、三一書房、1970年
- 『日本庶民生活史料集成 第15巻 都市風俗』森銑三・朝倉治彦共編、三一書房、1971年
- 根岸鎮衛『耳袋』全2巻、平凡社東洋文庫、1972年、平凡社ライブラリー、2000年 - 電子書籍化
- 『全国昔話資料集成 20 武蔵川越昔話集』埼玉岩崎美術社、1975年
- 『しゃみしゃっきり 飛騨の昔話　日本の昔話14』及川清次共編、未來社、1975年
- 中田千畝『きっちょむ話・和尚と小僧　日本の昔話15』編、未來社、1975年
- 中川延良『楽郊紀聞－対馬夜話』全2巻、平凡社東洋文庫、1977年
- 『日本名所風俗図会 2 関東の巻』角川書店、1980年4月
- 『落首辞典』東京堂出版、1982年9月
- 『日本名所風俗図会 5 東山・東海の巻』角川書店、1983年3月
- 『江戸時代落書類聚』矢島隆教編・岡田哲共校訂、東京堂出版（上中下）、1984 - 85年
- 『千種日記』小池章太郎共編、古典文庫（上下）、1984年
- 『神道大系 神社編 46 壱岐・対馬国』神道大系編纂会、1984年12月
- 『日本職人辞典』東京堂出版、1985年10月、新版1998年
- 『日本名所風俗図会 12 近畿の巻Ⅱ』角川書店、1985年8月
- 『中世なぞなぞ集』岩波文庫、1985年5月
- 安楽庵策伝『醒睡笑』岩波文庫（上下）、1986年
- 藤岡屋由蔵 『藤岡屋日記』全15巻、小池章太郎共編「近世庶民生活史料」三一書房、1987 - 95年
- 岡本昆石『江戸・東京風俗史料 上巻』秋山書店、1991年12月
- 石塚豊芥子『街談文々集要』「近世庶民生活史料」三一書房、1993年11月
- 鈴木長常・鈴木長頼 『鈴木修理日記』全4巻、保田晴男共編「近世庶民生活史料未刊日記集成」三一書房、1997 - 98年